# Gillingham Football Club
Maillots
Actualités
Le Gillingham Football Club est un club de football anglais fondé en 1893. Le club, basé à Gillingham dans le Kent, évolue en EFL League Two (quatrième division anglaise) lors la saison 2025-2026. Gillingham est le seul club du Kent à figurer dans les quatre premières divisions. La devise Domus clamantium inscrite en latin sur le blason du club signifie La maison des hommes qui crient.

## Repères historiques
Fondé en 1893, le club adopte un statut professionnel en 1894 et rejoint la League en 1920 (Division 3). 
Les Gills évoluent en deuxième division de 2000 à 2005.
A l'issue de la saison 2021-22, Gillingham est relégué à quatrième division.

## Palmarès
- Championnat d'Angleterre de quatrième division : 
  - Champion : 1964, 2013
  - Vice-champion : 1974, 1996

## Entraîneurs
- 2005 :  Neale Cooper
- 2012-2013 :  Martin Allen
- 2015-2017 :  Justin Edinburgh
- 2017 :  Adrian Pennock (en)
- 2018-2019 : Steve Lovell
- 2019-jan. 2022 : Steve Evans
- fév. 2022-oct. 2023 :  Neil Harris
- nov. 2023-avr. 2024 :  Stephen Clemence

## Anciens joueurs
| - Ade Akinbiyi - Gary Breen - Steve Bruce - Tony Bullock - George Burley - Tony Cascarino - Colin Clarke - Ian Cox - Jonathan Douglas - Jonathan Gould - Gavin Peacock - Andy Hessenthaler (en) - Lars Hirschfeld | - Chris Hope - Romain Larrieu - Steve Lomas - Jaime Peters - Jack Reynolds - Franck Rolling - Brent Sancho - Anthony Scaramozzino - Mamady Sidibé - / Kevin Lisbie |

## Structure du club

### Stade

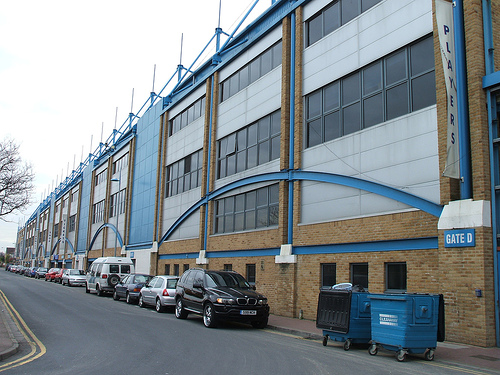
Vue extérieure du Priestfield Stadium

Le Priestfield Stadium est l'enceinte du club. Sa capacité est de 11 582 places.

### Équipementier
L'équipementier actuel du club est Macron.

## Anecdote
Dans le film Hooligans, Gillingham joue, lors d'une scène, contre West Ham United. Pour une raison de partenariat, Gillingham est remplacé dans les dialogues par Birmingham. En revanche le maillot bleu de l'équipe adverse ainsi que les footballeurs montrent bien qu'il s'agit en réalité des joueurs des Gills.